# Clorofenol

2-clorofenol

En química orgànica s'anomenen clorofenol els compostos que contenen un àtom de clor unit a un grup fenol.
Els clorofenols s'usen com a conservadors de la fusta, fungicides, antisèptics, desinfectants, insecticides i
com a productes intermedis en la producció d'àcids fenoxiacètics, que es fan servir com a herbicides.
La utilització dels clorofenols, però, s'ha reduït molt els darrers anys. En alguns països l'ús del pentaclorofenol (PCP) ha estat prohibit, i la Comissió Europea l'any 1992 restringeix l'ús de materials que continguin aquest producte.